# قلعة شقر
بلدية قلعة شقر  (بالإسبانية: Alcalá del Júcar) (نقحرة: ألكالا ديل خوكار) هي بلدية تقع في مقاطعة البسيط التابعة لمنطقة قشتالة والمنشف وسط إسبانيا.

## الديموغرافيا
بلغ عدد سكان بلدية قلعة شقر 1.350 نسمة عام 2011 (وفقاً للمعهد الوطني الإسباني للإحصاء).
| 1.563 | 1.525 | 1.442 | 1.404 | 1.386 | 1.361 | 1.350 |